# Siedemnaście mieć lat...
Siedemnaście mieć lat... (ang. Seventeen Again) – amerykański film komediowy. Film jest emitowany w KidsCo w Kinie KidsCo.

## Fabuła
Film opowiada o rodzinie Donovanów, którzy przeprowadzają się do Connecticut. 17-letnia Sydney jest smutna z tego powodu, ponieważ będzie tęsknić za starym domem. Jej brat Willie jest wszędzie szczęśliwy, o ile ma swój dostęp do laboratorium. 12-letni Willie to zapalony chemik, który pracuje nad wynalezieniem eliksiru młodości. Przypadkowo kropla substancji spada na kostkę masła, z której korzystają jego dziadkowie. Wkrótce następuje przemiana. Babcia Catherine wygląda jak własna wnuczka, Sydney. Odmłodniał także dziadek, Gene. Willie uświadamia sobie, że eliksir może być bardzo niebezpieczny. Willie sporządza antidotum, a jego dziadkowie są przekonani, że miłość nie zna wieku.

## Obsada
- Tamera Mowry – młody Cat Donovan
- Tia Mowry – Sydney Donovan
- Tahj Mowry – Willie Donovan
- Chris Collins – Leo
- Daryn Jones – Terrance
- Hope Clarke – babcia Cat Donovan
- Latoya Lesmond – Trinka
- Maia Campbell – Ashley
- Mark Taylor – młody Gene Donovan
- Merwin Mondesir – Todd
- Nadia Nascimento – Elaine
- Novie Edwards – Julie
- Phillip Jarrett – Barry Donovan
- Robert Hooks – dziadek Gene Donovan
- Tonya Lee Williams – Monique Donovan